# Īlias Papatheodōrou
Īlias Papatheodōrou (in greco Ηλίας Παπαθεοδώρου?; Korydallos, 29 giugno 1975) è un allenatore di pallacanestro greco.

## Palmarès
- Campionato kazako: 1

Astana: 2016-17
- Coppa di Grecia: 1

AEK Atene: 2019-20
- Coppa del Kazakistan: 1

Astana: 2017
- A2 Basket League: 1

Neas Kīfisias: 2012-13